# Bahnhof Küllstedt

Der Bahnhof Küllstedt war ein Bahnhof in der Gemeinde Küllstedt im thüringischen Landkreis Eichsfeld.

## Lage
Er liegt in der Gemarkung von Küllstedt und ursprünglich auch auf einem kleinen Areal der Gemarkung von Büttstedt. Er gehörte zur Bahnstrecke Leinefelde–Treysa, einem Teil der ehemaligen Kanonenbahn, am Streckenkilometer 17,9. Das Terrain des Bahnhofes befindet sich auf der Ostabdachung des Oberen Eichsfeldes auf einer Höhe von 401 m ü. NN und stellt somit den höchsten Punkt der Bahnstrecke dar. Die nächsten Bahnhöfe waren Kefferhausen im Norden und Effelder im Südwesten. Der Weg zum Bahnhof führt von Küllstedt und Büttstedt jeweils über die etwa 1,5 Kilometer langen Bahnhofstraßen. 

## Geschichte
Mit der am 15. Mai 1880 für den öffentlichen Verkehr freigegebenen Teilstrecke Eschwege – Silberhausen wurde auch der Bahnhof Küllstedt übergeben. Wegen der Unterhaltung und Wartung der Tunnelbauten südwestlich von Küllstedt wurde der Bahnhof etwas größer geplant und mit einer Drehscheibe versehen. Die Bahnstrecke wurde zunächst eingleisig gebaut, ab 1906 wurde der Streckenabschnitt in Richtung Schwebda um ein zweites Gleis erweitert. Um 1910 existierten Überlegungen zum Bau eine Bahnstrecke von Mühlhausen nach Heiligenstadt mit Bahnanschluss in Küllstedt.
Nach dem Ersten Weltkrieg wurde das zweite Gleis wieder abgebaut, ebenso die Drehscheibe.
Die Bahnstrecke wurde in infolge der Sprengung des Friedaviaduktes zum Kriegsende 1945 nur noch von Leinefelde bis Geismar betrieben. Ende 1945 kam es zu einem Eisenbahnunfall im Bahnhof, als ein Güterzug beim Rangieren auf eine Personenzug auffuhr. Dabei wurde ein Passagier schwer verletzt und verstarb später. Der zunächst einträgliche Güterverkehr wurde 1969 in Küllstedt eingestellt und nach Dingelstädt verlagert. 
Mit der endgültigen Sperrung des Lengenfelder Viaduktes 1992 wurde der Bahnbetrieb zwischen Geismar und Küllstedt eingestellt, der Bahnhof wurde zu einer Endstation. 1994 wurde auch der Bahnbetrieb zwischen Küllstedt und Dingelstädt aufgegeben und der Bahnhof geschlossen. 1996 wurde schließlich der eichsfeldische Restabschnitt der Kanonenbahn bis nach Silberhausen Trennung eingestellt.

## Ausstattung
Der Bahnhof wurde mit einem Empfangsgebäude, Güterschuppen, Abort, einem weiteren Schuppen und Bedienstetenwohnungen ausgestattet. 
Außerhalb des Bahnhofes siedelten sich ein Handelsunternehmen und eine Bahnhofsgaststätte an. Um 1915 besaß der Bahnhof 8 Gleise, zwei davon mit Bahnsteig, zeitweise eine Drehscheibe und Ladeeinrichtungen für den Güterverkehr. Heute sind nur noch zwei Durchgangsgleise mit den entsprechenden Weichen vorhanden, die Bahnhofsgebäude wurden privatisiert.

## Heutiger Zustand

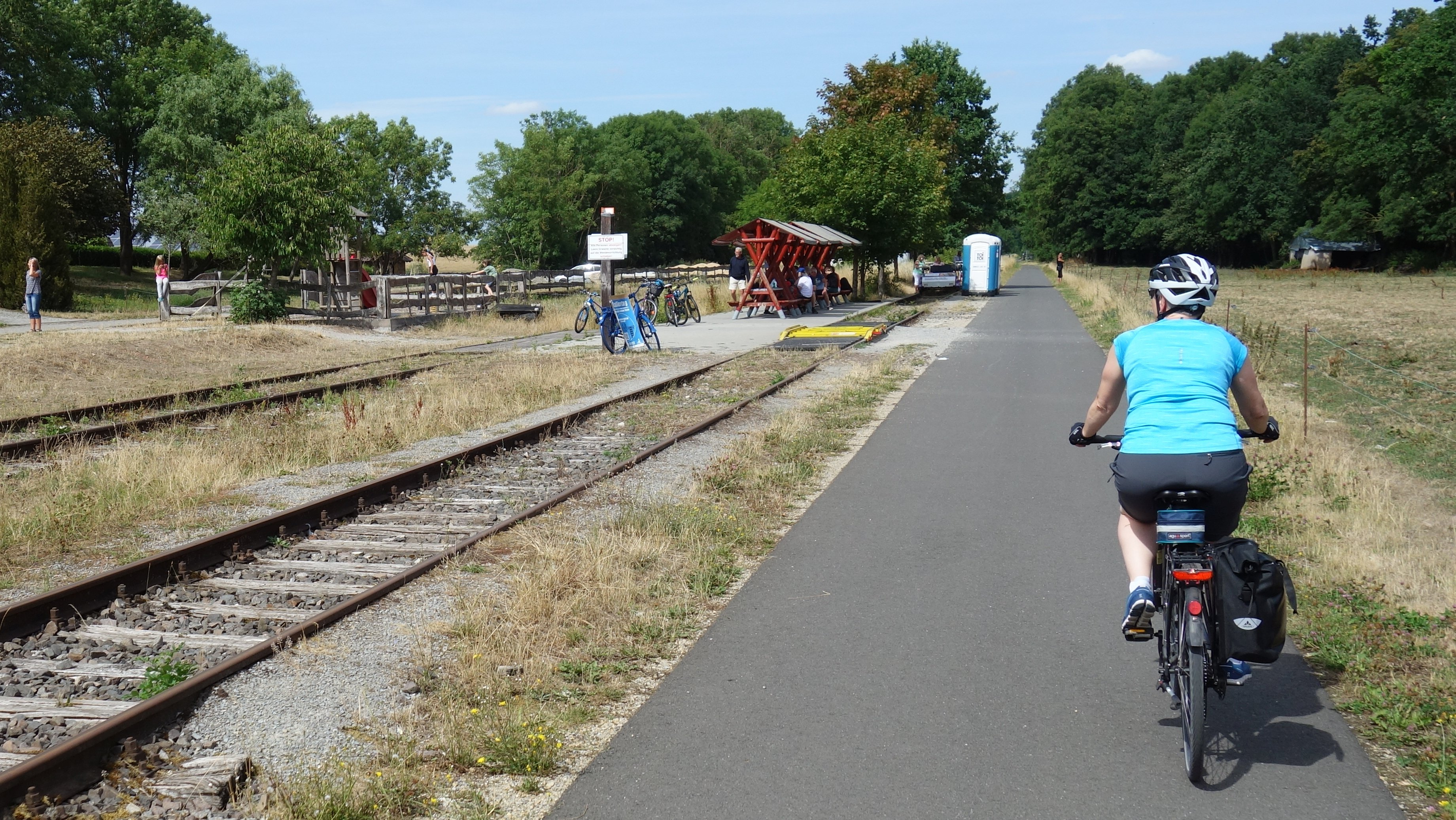
Kanonenbahnradweg und Draisinenstrecke am ehemaligen Bahnhof in Küllstedt

Mit der schrittweisen Stilllegung der Strecke kam es aber nicht zu einem kompletten Rückbau der Gleisstrecke zwischen Dingelstädt und Geismar, am Bahnhof selbst sind aber noch zwei Gleise erhalten. In den Folgejahren gab es dann Bemühungen zum Erhalt dieser Bahnstrecke, auch durch den Eichsfelder Kanonenbahnverein. Im Jahr 2006 wurde der Abschnitt von Geismar bis Küllstedt als Draisenenstrecke freigegeben, am ehemaligen Bahnhof Küllstedt wurde eine Raststation und Wendemöglichkeit mittels kleiner Drehscheibe für die Draisinen eingerichtet. Später wurde die Draisinenbahn bis zum Bahnhof in Dingelstädt verlängert.
Auf dem ehemals zurück gebauten zweiten Gleisbett wurde der Kanonenbahn-Radweg errichtet und 2019 für den Verkehr freigegeben.